# Palazzo Accorretti (Filottrano)
Palazzo Accorretti è una dimora storica che si trova nel centro storico di Filottrano, in provincia di Ancona. Si tratta dell'edificio privato più esteso del centro storico, appartenuto a un'importante famiglia nobiliare dello Stato Pontificio. Gli ambienti del piano terreno e del piano nobile presentano un interessante ciclo decorativo realizzato alla fine del XVIII secolo.
L'attuale proprietà garantisce la visita al palazzo ed è membro dell'ADSI - Associazione Dimore Storiche Italiane.

## Storia

### Storia della famiglia Accorretti

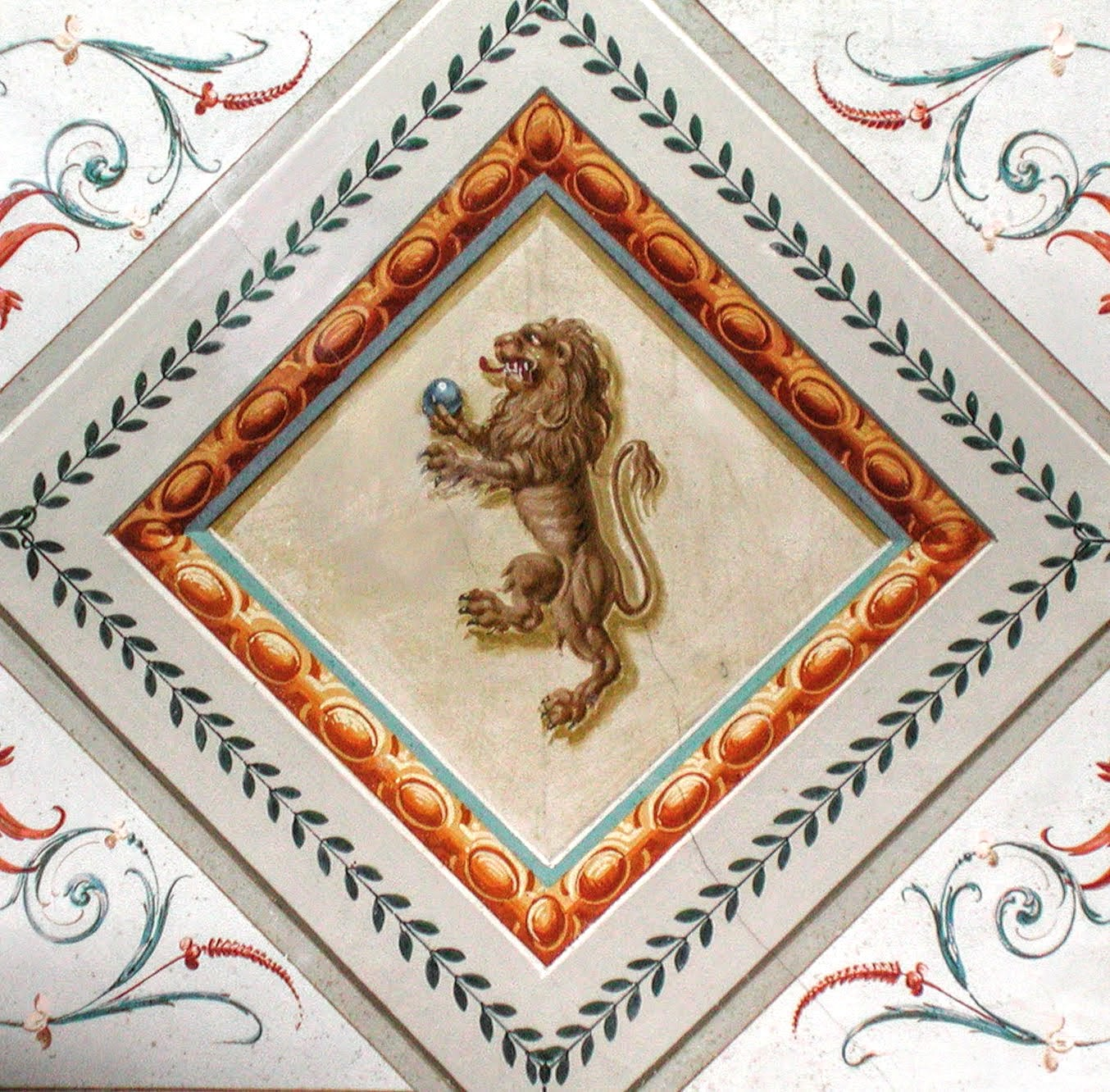
Stemma della famiglia Accorretti

La storia della famiglia Accorretti di Filottrano risale al XIII secolo. 

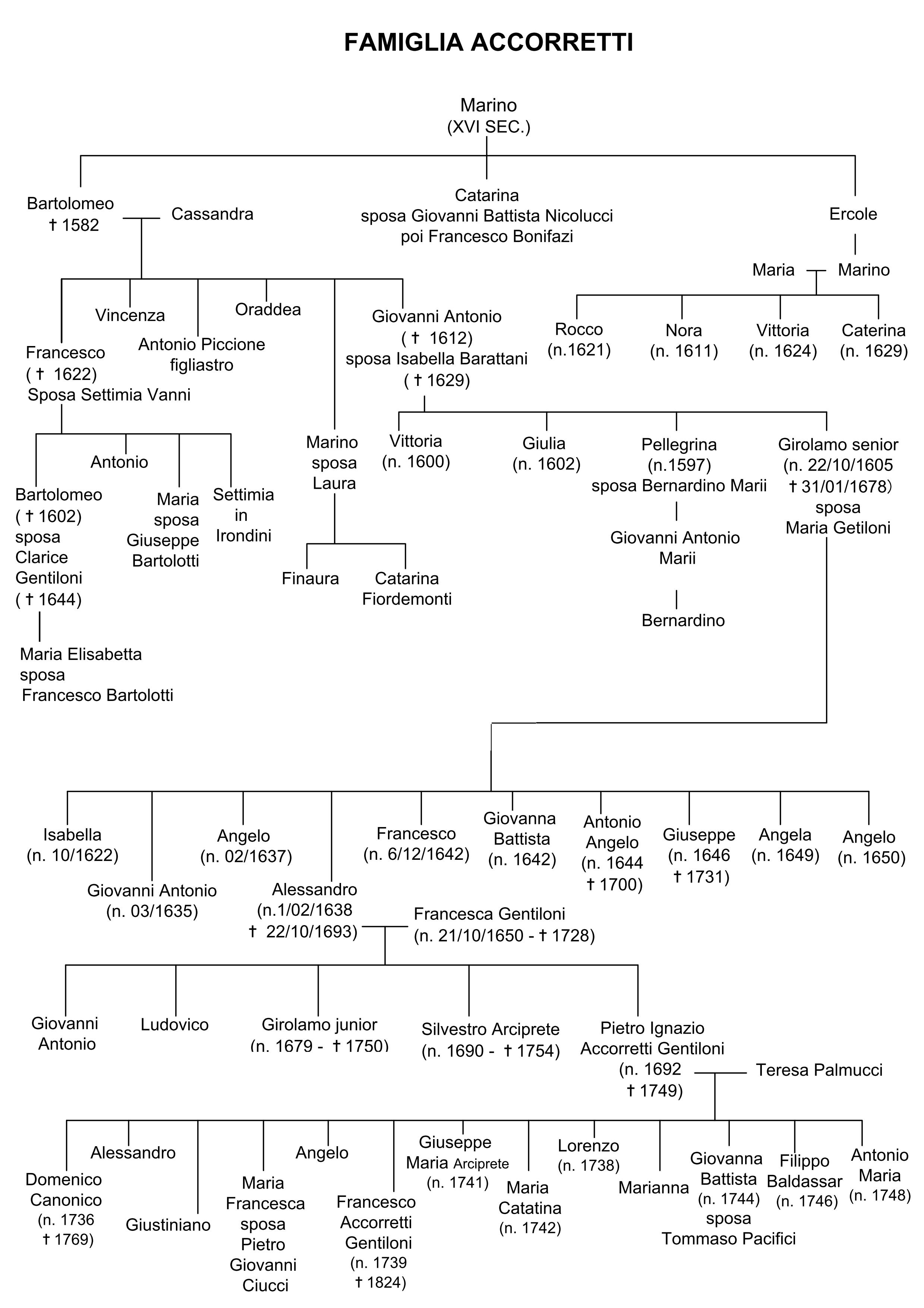
Albero genealogico della famiglia Accorretti

I matrimoni, dagli anni '50 del Settecento fino alla prima metà dell'Ottocento, portarono all'acquisizione del cognome, dello stemma e del titolo nobiliare di Marchesi nel 1803. 
Nel 1790, Papa Pio VI conferì il titolo di Città a Filottrano, dando così la possibilità alle famiglie nobili di ottenere il titolo di nobiltà cittadina. 
I principali membri della famiglia furono Francesco Seniore Accorretti Gentiloni (1739-1824) e i suoi figli, il primogenito Giovanni Accorretti Gentiloni Palmucci (1794-1865) e il secondo maschio Giuseppe Accorretti Gentiloni Palmucci (1801-1849).
Francesco Seniore nasce da Pietro Ignazio e di Teresa Palmucci di Macerata e mancano notizie sulla sua formazione. Nel giugno del 1767 venne nominato erede dei beni di famiglia, con vincolo di primogenitura dallo zio materno Giovanni Palmucci di Macerata. Tra il 1774 e il 1785 si trasferì a Macerata, sposò Pandolfina Compagnoni Marefoschi (figlia di una delle più importanti famiglie maceratesi) e probabilmente finanziò la costruzione del palazzo Accorretti (situato nell'attuale Vicolo Tornabuoni).
Intraprese la carriera politica come componente del Consiglio Comunale di Macerata e di Filottrano; dal 1785 ottenne l'aggregazione della famiglia al Patriziato di Macerata e alla Nobiltà di Filottrano e Cingoli, sino ad ottenere nel 1803 il titolo di Marchese per lui e tutti i suoi discendenti. 
Malgrado si fosse trasferito stabilmente a Macerata dal 1785, il suo nome compare anche tra i consiglieri del Comune di Filottrano nel 1808.
Il testamento di Francesco Seniore, morto nel 1826, prevedeva la divisione del patrimonio e del palazzo filottranese tra i due figli maschi. Il primogenito, Giovanni Accorretti Gentiloni Palmucci (1794-1865), si stabilì a Macerata dove ricoprì importanti cariche pubbliche, tra le quali il Rettorato della locale Università; nel 1824 sposò Federica De' Medici Spada, discendente della famiglia granducale di Toscana. La coppia non ebbe figli, dunque Giovanni adottò come suo erede il nipote Pietro, primogenito del fratello Giuseppe Accorretti Gentiloni (1801-1849). Al contrario del fratello, quest'ultimo risiedeva nel palazzo filottranese, in quanto deputato ai pubblici spettacoli del comune di Filottrano, di cui divenne consigliere nel 1828.
Le carte di archivio testimoniano un conflitto nel 1844 tra i due fratelli per quanto attiene l'eredità di Francesco. Infatti, alcune clausole testamentarie stabilivano che se il primogenito non avesse avuto eredi, l'intero patrimonio sarebbe stato destinato a Giuseppe. Giovanni oppose resistenza nei confronti della famiglia di Giuseppe, anche dopo la sua morte. Il ramo filottranese venne continuato dal fratello di Pietro, il marchese Francesco (1845-1900), e dalla sua progenie. Fu Virginia Accorretti coniugata Olivi (1887-1974) l'ultima erede diretta di Francesco, con la quale si estinse una dinastia che portò lustro e sviluppo sociale ed economico alla città di Filottrano. Per quanto riguarda il ramo maceratese della famiglia, Rosa Accorretti sposò lo storico notaio Arnaldo Accorsi , la nipote di Pietro, Virginia, sposò Guido Vianello, padre del noto attore Raimondo Vianello.

### Storia architettonica dell'edificio

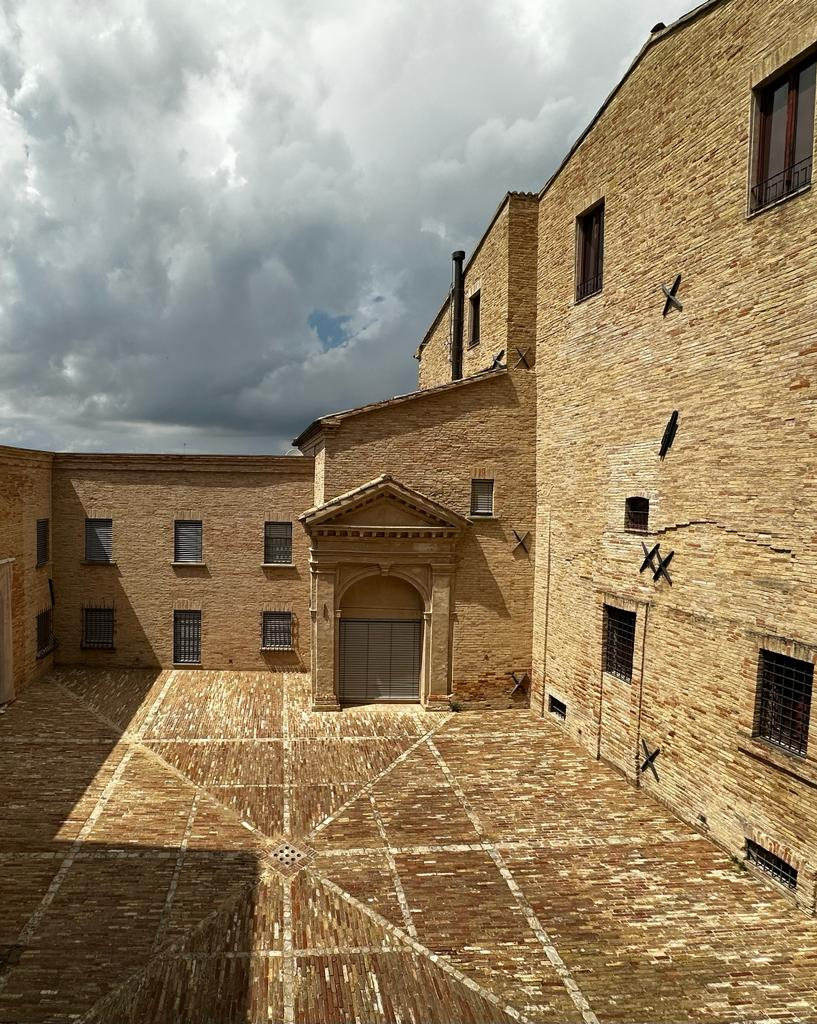
Veduta del cortile di Palazzo Accorretti

L’edificio si innalza da un tratto delle mura perimetrali della città del XV secolo. Il nucleo originario, pertanto, risale all’epoca medievale. Ad oggi l’edificio è il risultato della fusione di più particelle catastali, in quanto gli Accorretti acquisirono altri due palazzi a chiusura del cortile centrale. Questi ultimi sono oggi di proprietà comunale.

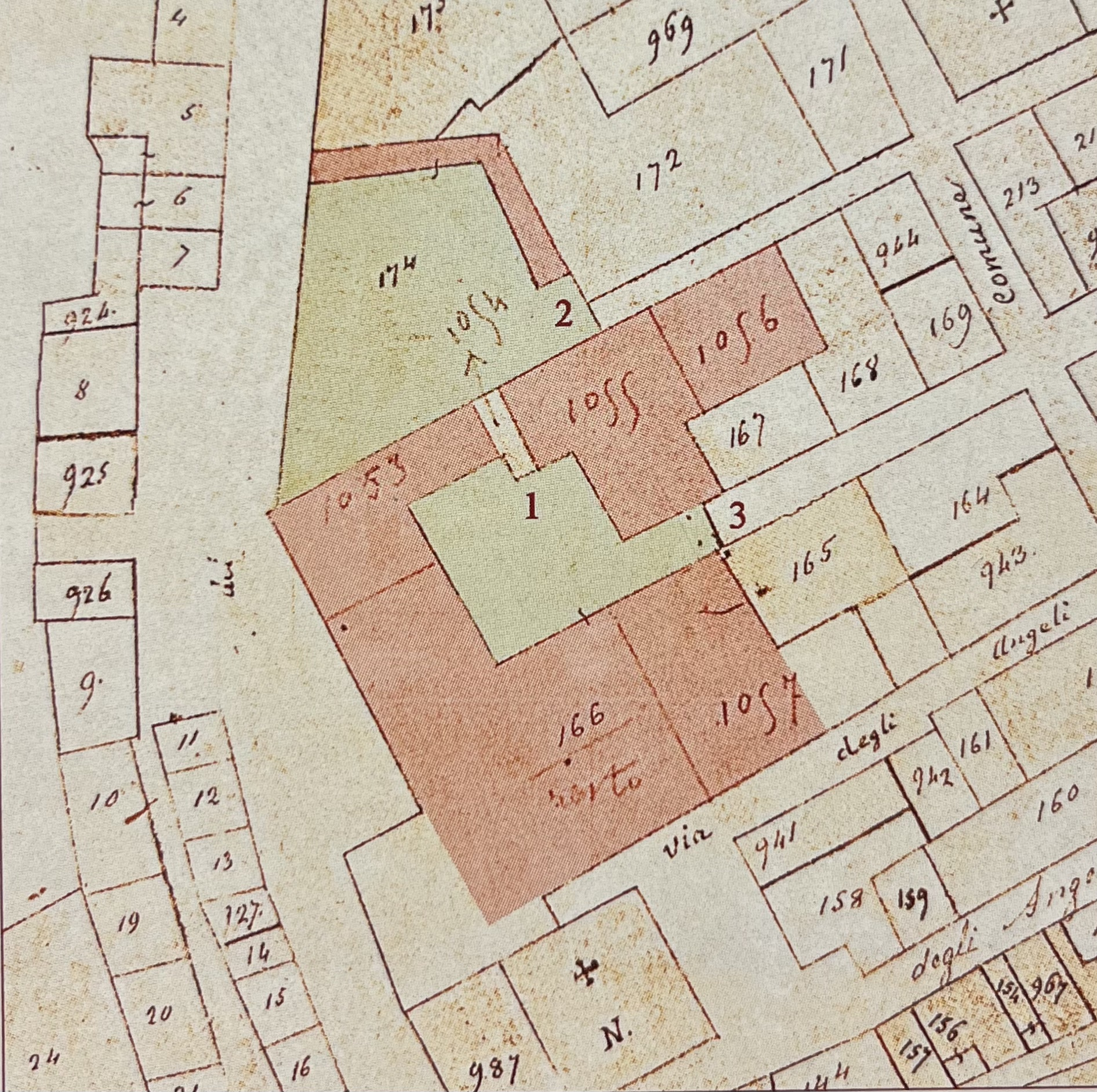
Planimetria catastale 1873 del Palazzo Accorretti

La planimetria risponde al tradizionale impianto del palazzo a corte disposto su tre piani: piano terreno, piano nobile e piano secondo.
Da metà '700 è stata avviata un’imponente ristrutturazione, che prevedeva di ampliare il palazzo originale cinquecentesco verso l’adiacente Palazzetto Gentiloni e di inglobare lo spazio della chiesetta di Sant’Eusebio, che di conseguenza venne demolita. Il progetto di ampliamento rimase incompleto perché le risorse economiche furono impegnate prevalentemente nella costruzione della chiesa Collegiata di Santa Maria degli Angeli, come imposto da un precedente lascito testamentario. Del progetto incompiuto mancano i saloni e la scala monumentale, in corrispondenza dei quali sono presenti un tetto del piano terreno e una terrazza. 

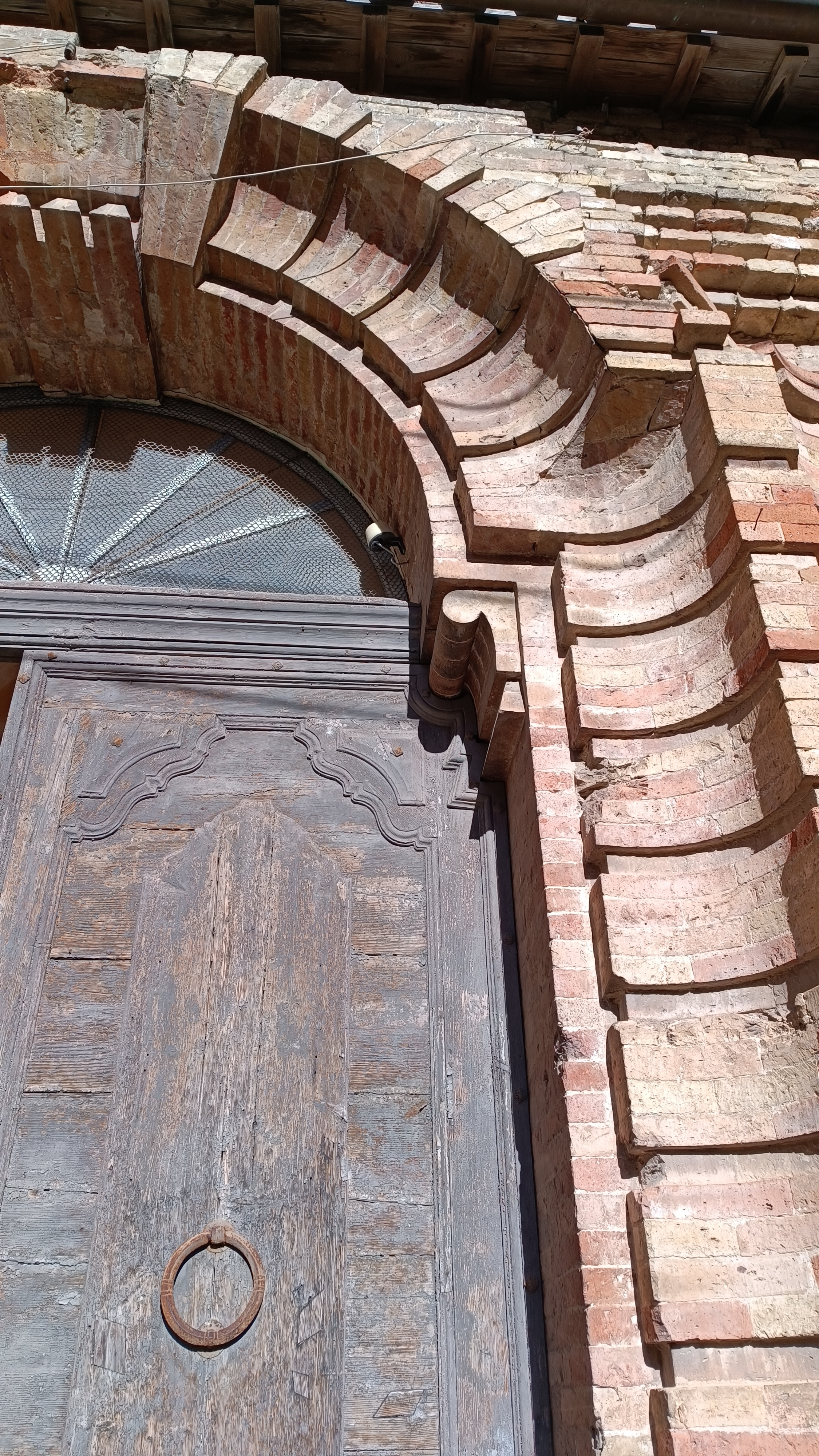
Particolare del portale di ingresso

Il palazzo rimane abitato da esponenti della famiglia fino a metà '900, per poi diventare nei due piani superiori sede di una banca, prima di essere diviso tra diversi proprietari. Nel corso della battaglia di Filottrano del 1944 il portale di ingresso è stato danneggiato da schegge di granata, ancora oggi visibili. 
Palazzo Accorretti è riconosciuto bene architettonico e artistico di interesse nazionale con vincolo di tutela D.M. 19 gennaio 1965.

## Apparato decorativo

### Committenza e attribuzione
Il committente delle decorazioni al piano terreno e al piano nobile può essere identificato con Francesco Accorretti Gentiloni (1739-1824), che si unisce in matrimonio con Maria Pandolfina Compagnoni Marefoschi nel 1789. Per l'occasione la famiglia riprende probabilmente i lavori al palazzo, portando a compimento il ciclo di decorazione nelle stanze dell'edificio. 
Secondo la storiografia filottranese, l'autore dei dipinti è Melchiorre Jeli, un pittore austriaco che lavora sicuramente a Filottrano nel 1796, quando firma e data un affresco a Palazzo Spada-Lavinij. Questa attribuzione può essere confermata confrontando alcuni dipinti di Palazzo Accorretti con quelli realizzati certamente dal pittore a Palazzo Dionisi Carradori Gallo a Osimo nel 1795.

### Piano terreno
Il piano terreno del palazzo è composto da sei sale affrescate.

#### Sala dei putti
La sala d'ingresso prende il nome dalla decorazione centrale in cui sono raffigurati tre putti su una nuvola scura. Il primo di questi è rappresentato con un drappo giallo e una cesta di frutta sul capo. Ai lati del riquadro centrale sono presenti dei lacunari a rombo, con cornice bianca e sfondo azzurro.

#### Sala di Apollo

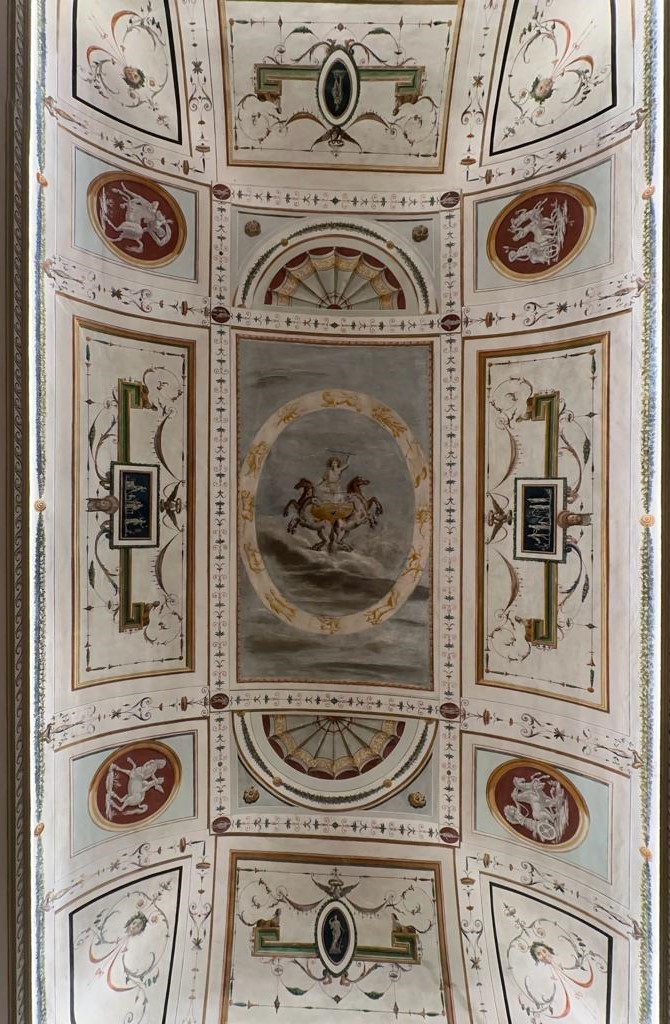
Volta della sala di Apollo

Nell'ambiente successivo, l'affresco centrale raffigura la divinità in cielo su un carro trainato da quattro cavalli, contornato da un cerchio dorato contenente i segni dello zodiaco. Questa figura deriva da una stampa presente nel Romanum Museum di De la Chausse, una raccolta di antichità romane pubblicata per la prima volta nel 1690. Nella stessa stanza compaiono quattro medaglioni circolari a monocromo raffiguranti Amore e Centauri, una biga romana, Bacco e Centauri. Tali figure sono riprese dalle tavole del testo citato precedentemente. 

#### Camera dei miti

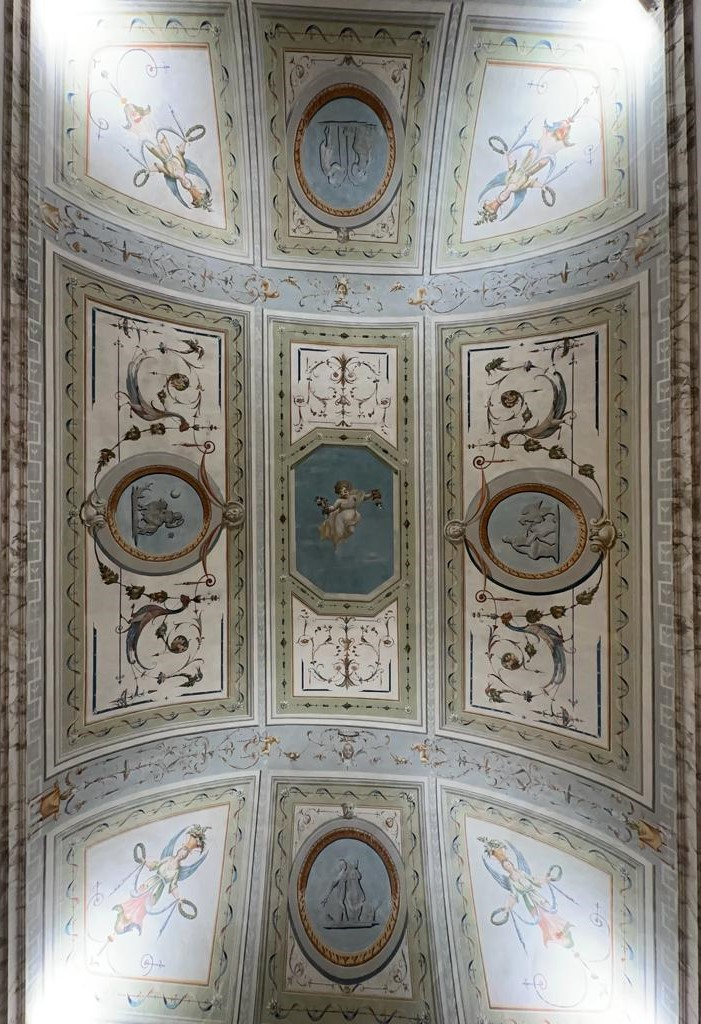
Volta della sala dei miti

Nella camera dei miti il soffitto è decorato da medaglioni con figure mitologiche. All'interno di questi si trovano: Ganimede, Mercurio e Minerva, Cibele e il Fico ruminale. Al centro, all'interno di un ottagono allungato, un puttino tiene in mano delle ghirlande di rose su uno sfondo azzurro.

#### Stanza degli occhi
Sulla volta della stanza sono presenti delle grottesche e delle raffigurazioni a forma di occhio. A sostituire l'iride sono dipinti dei monocromi a sfondo rosso con busti di donna dall'incerta identificazione.

#### Sala degli sposi
La decorazione della sala è composta principalmente da grottesche con raffigurazioni animali. L'affresco è dominato al centro da un vaso con alte spighe di grano, simbolo di fertilità e abbondanza, e due figure antropomorfe, verosimilmente simbolo dell'amore coniugale. Agli angoli del riquadro centrale sono raffigurati quattro volatili che sorreggono un ovale sul capo, in cui sono presenti a monocromo quattro figure, presumibilmente due uomini e due donne; ai lati si trovano quattro grottesche con coppie di cavalli, sormontati da due cigni che sorreggono un festone.

#### Sala a ombrello

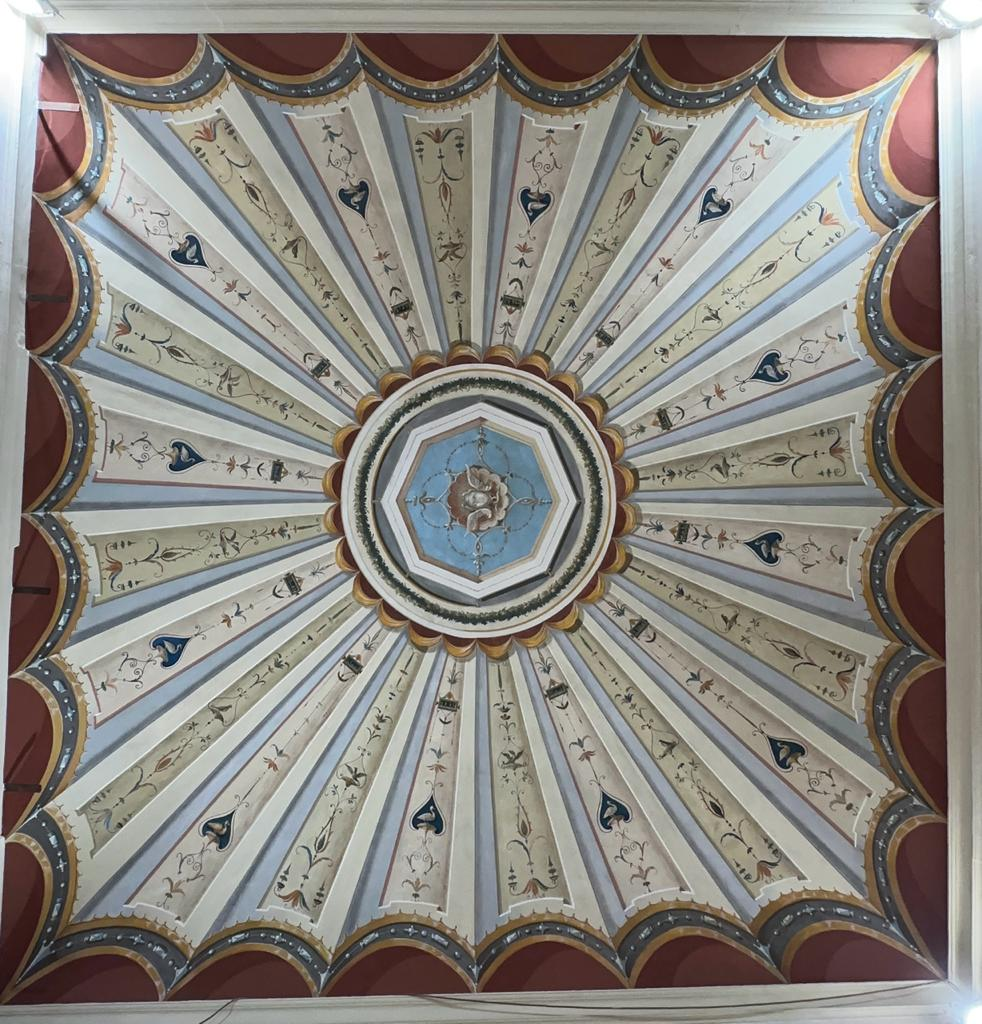
Volta della sala a ombrello

Al centro della raffigurazione pittorica si scorge una testa di Medusa. La conchiglia è circondata da un ottagono inserito in una cornice circolare dalla quale prendono forma i raggi di una decorazione ad ombrello. Gli spicchi sono decorati con elementi zoomorfi e fitomorfi e quadretti classicheggianti.

### Piano nobile
Il piano nobile, composto da dieci ambienti affrescati, è il primo piano del palazzo ed era luogo di rappresentanza della famiglia. Dall’ingresso è possibile accedere alla terrazza e agli ambienti, i cui dipinti murali sono stati realizzati alla fine del XVIII secolo.

#### Sala delle rondini
La sala è il primo ambiente dipinto, a cui si accede dall’ingresso del piano nobile. La decorazione della volta a botte, caratterizzata da colori tenui, è scandita da riquadri raffiguranti temi diversi: scene di paesaggi immaginari, scene di cielo con volo di rondini e vasi di fiori a grottesche. Orizzontalmente, la volta è scandita da fasce di colore blu scuro con un motivo a fiori bianchi, che viene ripreso nelle cornici delle scene di paesaggi agli angoli della sala.

#### Sala di Leda e il Cigno

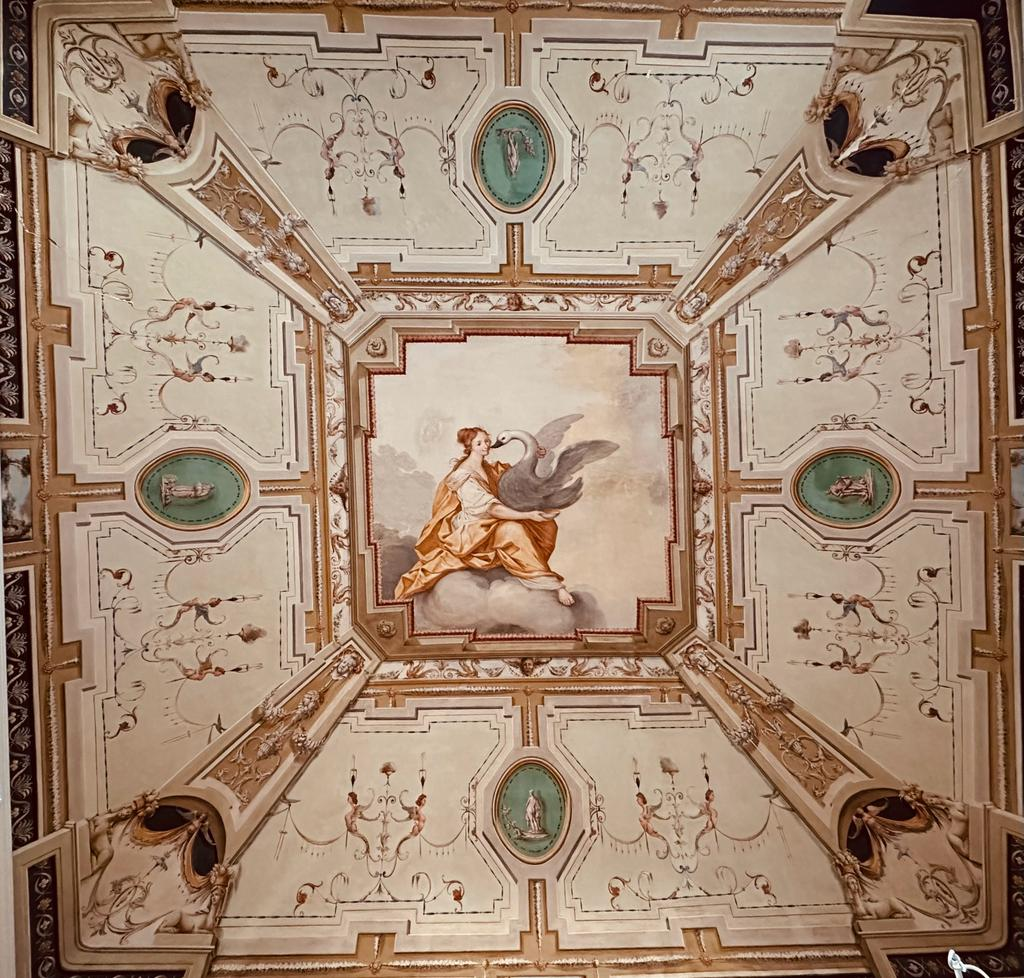
Volta della sala di Leda e il cigno

La sala prende il nome dal soggetto che caratterizza il soffitto: la giovane Leda tiene sulle ginocchia un grande cigno e lo accarezza teneramente. La scena qui raffigurata, generalmente intrisa di tensione passionale, rappresenta invece un amore composto e privo di allusioni esplicite alla sfera erotica. Una cornice architettonica dipinta racchiude la raffigurazione mitologica centrale, ai cui lati vi sono quattro medaglioni ovali, dipinti di verde con figure a monocromo. Il resto della volta presenta una decorazione di sfondo a grottesche.

#### Sala maggiore

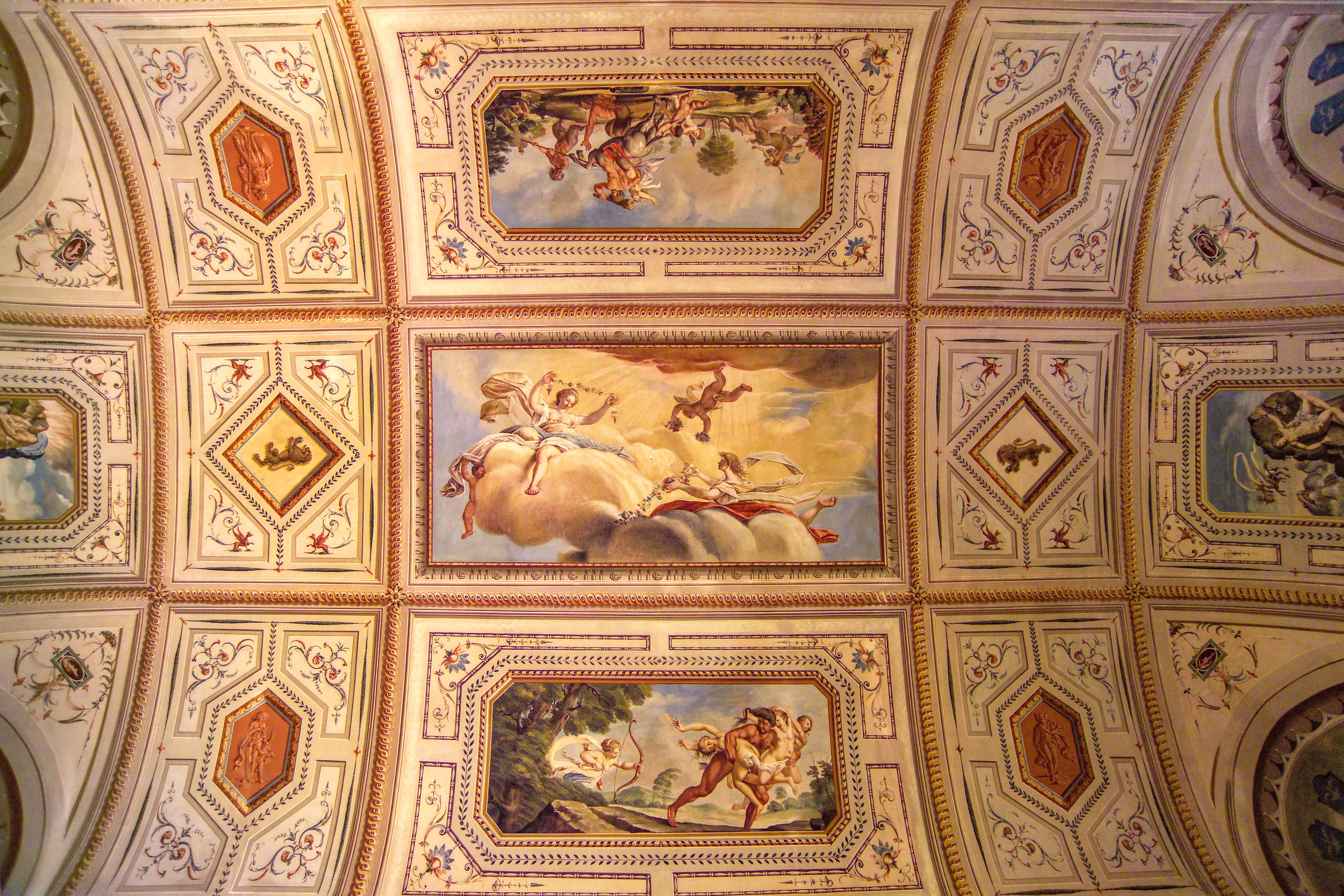
Volta della sala maggiore

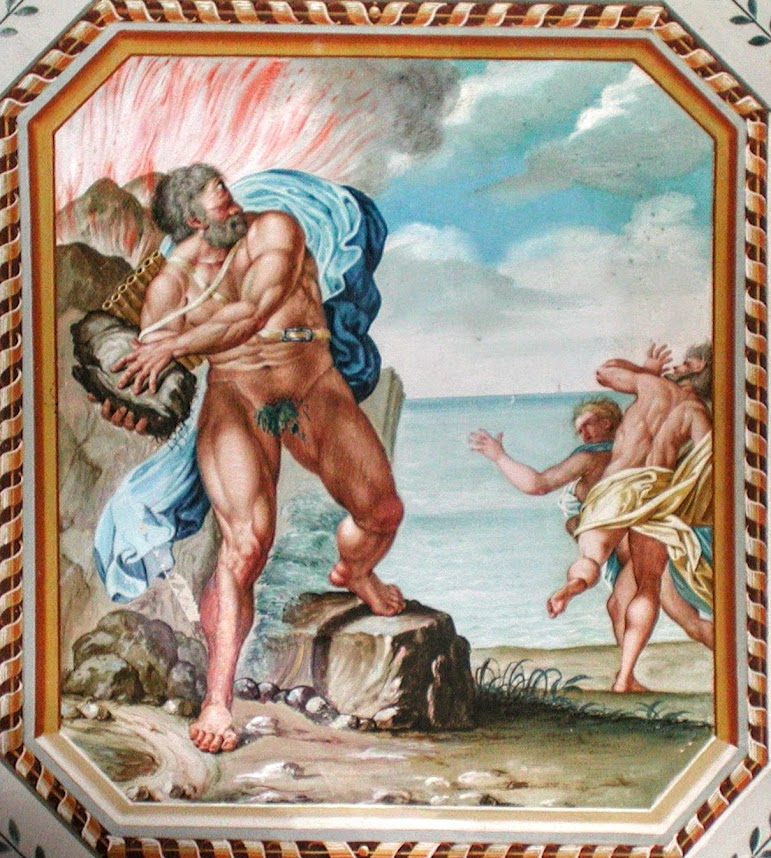
Particolare della volta della sala maggiore

Nel cuore del palazzo si trova la grande sala rettangolare, la più riccamente decorata. Il soggetto principale al centro del soffitto potrebbe essere Flora. Questa è raffigurata seduta sulle nuvole mentre interagisce con dei puttini. Ai quattro lati della rappresentazione centrale si articolano scene mitologiche: in alto e in basso si trovano due scene di rapimenti di fanciulle e satiresse, mentre a destra e sinistra sono raffigurati rispettivamente il mito di Perseo e Andromeda e l’episodio di Polifemo, Aci e Galatea. Queste ultime due scene sono copie dalla decorazione della Galleria dei Carracci di Palazzo Farnese di Roma, probabilmente riprese dalle stampe di Carlo Cesi.

#### Sala di Venere

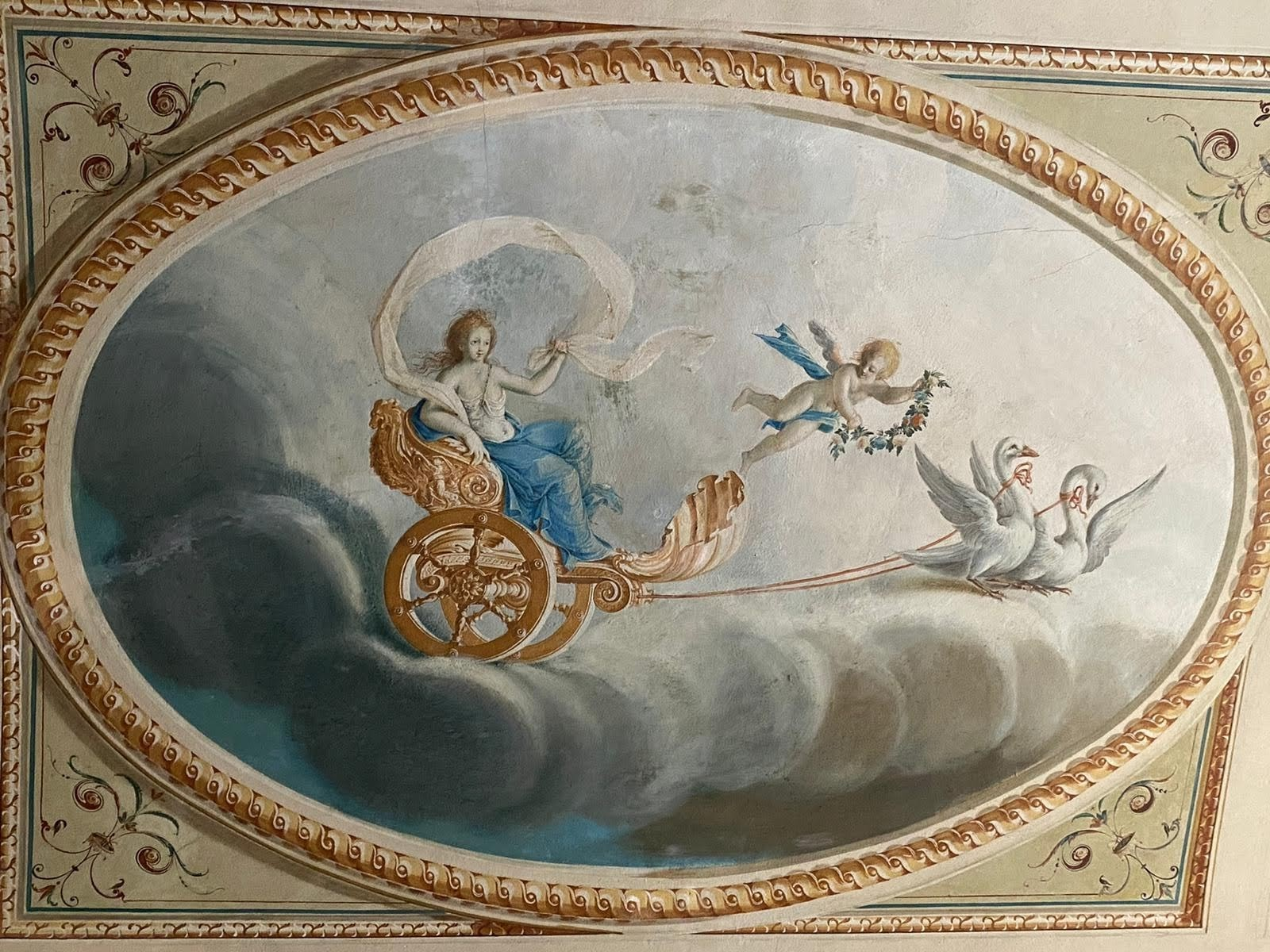
Particolare della volta della sala di Venere

Dalla sala maggiore si accede alla stanza di Venere, protagonista della decorazione, che è seduta su un carro dorato terminante in una conchiglia, guidato da due cigni con la presenza di Cupido. La rappresentazione riprende la descrizione presente nel volume I dell'Iconologia di Cesare Ripa. Sopra e sotto il trionfo di Venere, vi sono due scene di putti che giocano tra loro. A destra e sinistra, due scene classicheggianti sono sormontate da figure a grottesca con corpo di leone e volto di donna.

#### Sala della Fama
Gli affreschi della volta sono suddivisi in riquadri: uno centrale e quattro ai lati, con cornici architettoniche. Nella scena centrale vi è una personificazione della Fama rappresentata come una donna alata che stringe due chiarine nelle mani. I riquadri laterali contengono le personificazioni delle quattro stagioni: a destra l'estate, a sinistra l'inverno, in basso l'autunno e in alto la primavera. Il tutto è arricchito con grottesche ed elementi zoomorfi.

#### Salottino dei putti
La scena centrale della volta di questa sala raffigura tre putti intenti a giocare tra loro. Agli angoli sono disposti quattro Termini che reggono sulla testa una cesta di fiori. Le ombre portate tendono a ricalcare quelle provocate dalla luce naturale che entra dalla finestra a Occidente. La scena centrale è inserita in una cornice dai toni gialli e arancioni ed affiancata sui quattro lati da paesaggi e decorazioni a grottesche. I paesaggi sono intervallati da piccoli riquadri a sfondo blu con figure dipinte a monocromo.

#### Sala delle divinità romane

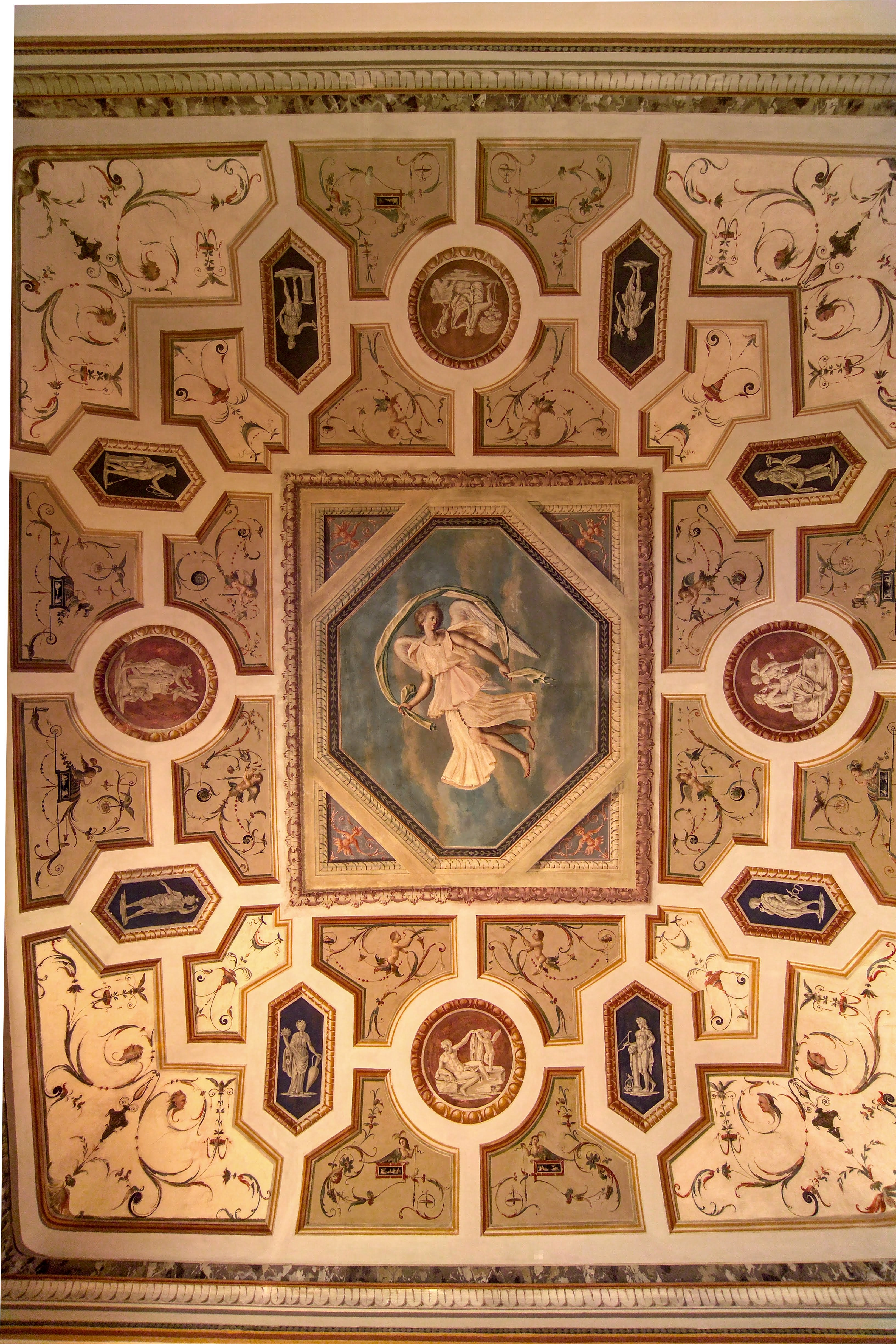
Volta della sala delle divinità romane

In un ambiente comunicante con il salottino dei putti e la sala maggiore, si trova la sala delle divinità romane. Al centro della volta, all'interno di un ottagono, si staglia una donna alata e vestita di bianco, probabilmente la personificazione di un vento. Ai lati del riquadro, quattro medaglioni rotondi a sfondo rosso e figure a monocromo con scene a tema amoroso, tra le quali ritorna il tema di Leda e il cigno. I medaglioni sono inseriti in coppie di esagoni a sfondo blu e figure monocrome. Le figure all'interno degli esagoni sono riprese dal Romanum Museum di De la Chausse. Tra di esse: Apollo, Venere, Antinoo.

#### Bagno blu
La stanza oggi adibita a bagno, collegata alla sala delle divinità romane, presenta decorazioni simili a quelle della sala delle rondini, con lo sfondato di un grande cielo in cui volteggiano dei volatili; tutt'intorno corre la decorazione illusionistica di una ringhiera, su cui si poggiano vasi di fiori. Ai lati vi sono quattro riquadri con raffigurazioni di diverse specie di uccelli, affiancati da decorazioni a grottesche. Negli angoli ritorna l'ornamento ad ombrello.

#### Sala degli affreschi coperti e Sala dei capricci
Queste sale erano in origine parte di un altro palazzo appartenente alla famiglia Gentiloni, di origine trecentesca. Tale appartenenza è confermata dalla differente quota dei pavimenti. Diversamente dalle altre sale, queste presentano volte in mattoni e unghiature alle finestre. 
La Sala degli affreschi coperti presenta sulle sommità delle pareti una fascia grigia probabilmente realizzata nell'Ottocento. Sotto la copertura ridipinta della volta sono presenti due strati di affreschi: quello più antico è probabilmente la decorazione originaria del palazzetto Gentiloni; lo strato più moderno potrebbe essere la decorazione settecentesca coeva delle altre stanze. 
La Sala dei capricci era decorata nella volta con quattro medaglioni di paesaggi immaginari a monocromo contornati da una spessa cornice verde, di cui oggi due sono andati perduti. Gli angoli sono decorati con colonne bianche, decorate a grottesche dorate, piccoli medaglioni a sfondo blu e figure monocrome, che convergendo verso il centro strutturano e dividono lo spazio. Resta intatto il medaglione della parete di fondo a tema paesaggistico.